# Imran Bunjaku
Imran Bunjaku, född den 18 oktober 1992 i Zürich i Schweiz, är en albansk-schweizisk fotbollsspelare som spelar för FC Schaffhausen i Schweiz.
Bunjaku spelar oftast som defensiv mittfältare men kan också används till längre fram i banan som central mittfältare, samt längre tillbaka på banan som central försvarsspelare.